# Lee Seung-yeoul
Lee Seung-Yeoul (Bucheon, 6 maart 1989) is een Zuid-Koreaans voetballer.

## Carrière
Lee Seung-Yeoul speelde tussen 2008 en 2012 voor FC Seoul, Gamba Osaka en Ulsan Hyundai FC. Hij tekende in 2013 bij Seongnam Ilhwa Chunma.

## Zuid-Koreaans voetbalelftal
Lee Seung-Yeoul debuteerde in 2010 in het Zuid-Koreaans nationaal elftal en speelde 10 interlands, waarin hij 3 keer scoorde.